# Jos Feijtel
Jos Feijtel (Wemeldinge, 3 juni 1948) is een Nederlands politicus van de PvdA.
Hij werd geboren in een dorp op Zuid-Beveland en deed de hbs bij Het Goese Lyceum. Vervolgens ging hij in 1965 studeren aan de Sociale Academie in Driebergen. Nadat hij daar zijn diploma had gehaald werkte hij vanaf 1970 als opbouwwerker in Heerhugowaard en Zaandam. In 1975 werd hij wethouder in Heerhugowaard en in januari 1985 volgde zijn benoeming tot burgemeester van Medemblik. In 1992 gaf Feijtel die functie op om directeur bestuurlijke en financiële organisatie te worden op het ministerie van Binnenlandse Zaken. Vier jaar later werd hij directeur/bestuurder van een woningcorporatie in Schiedam en in 2001 werd hij directeur bij een projectontwikkelaar in Alkmaar waar hij in 2008 met de VUT ging.